# Sbor Církve adventistů sedmého dne Praha-Strašnice
Sbor Církve adventistů sedmého dne Praha-Strašnice sídlí v nevelké náboženská budově zvané též Bét-El v ulici Vilová č. 512/26, v Praze 10-Strašnicích. Na téže adrese kromě sboru Adventistů sedmého dne sídlí také první sbor Apoštolské církve a farnost Evangelické církve metodistické.

## Historie

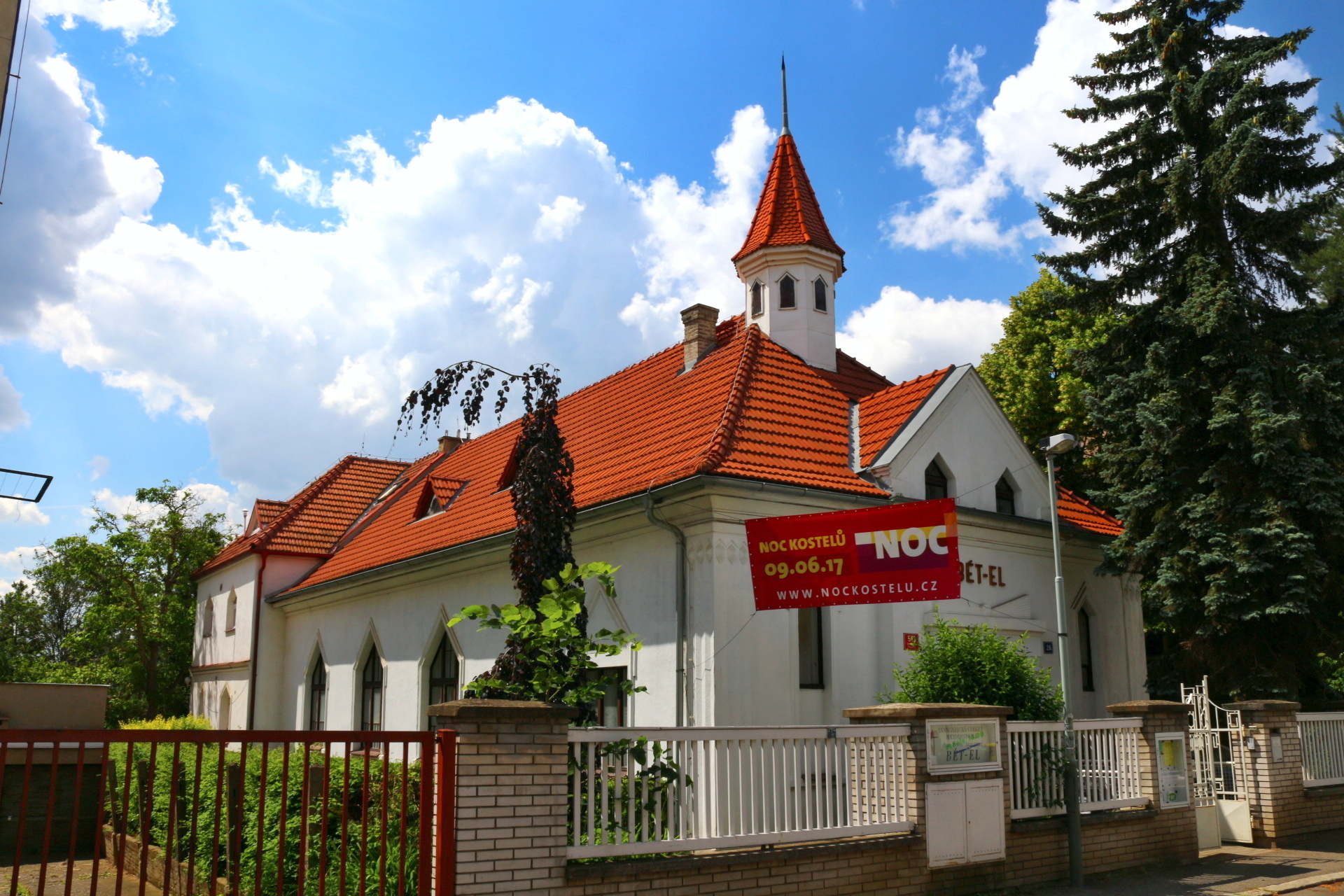
Modlitebna

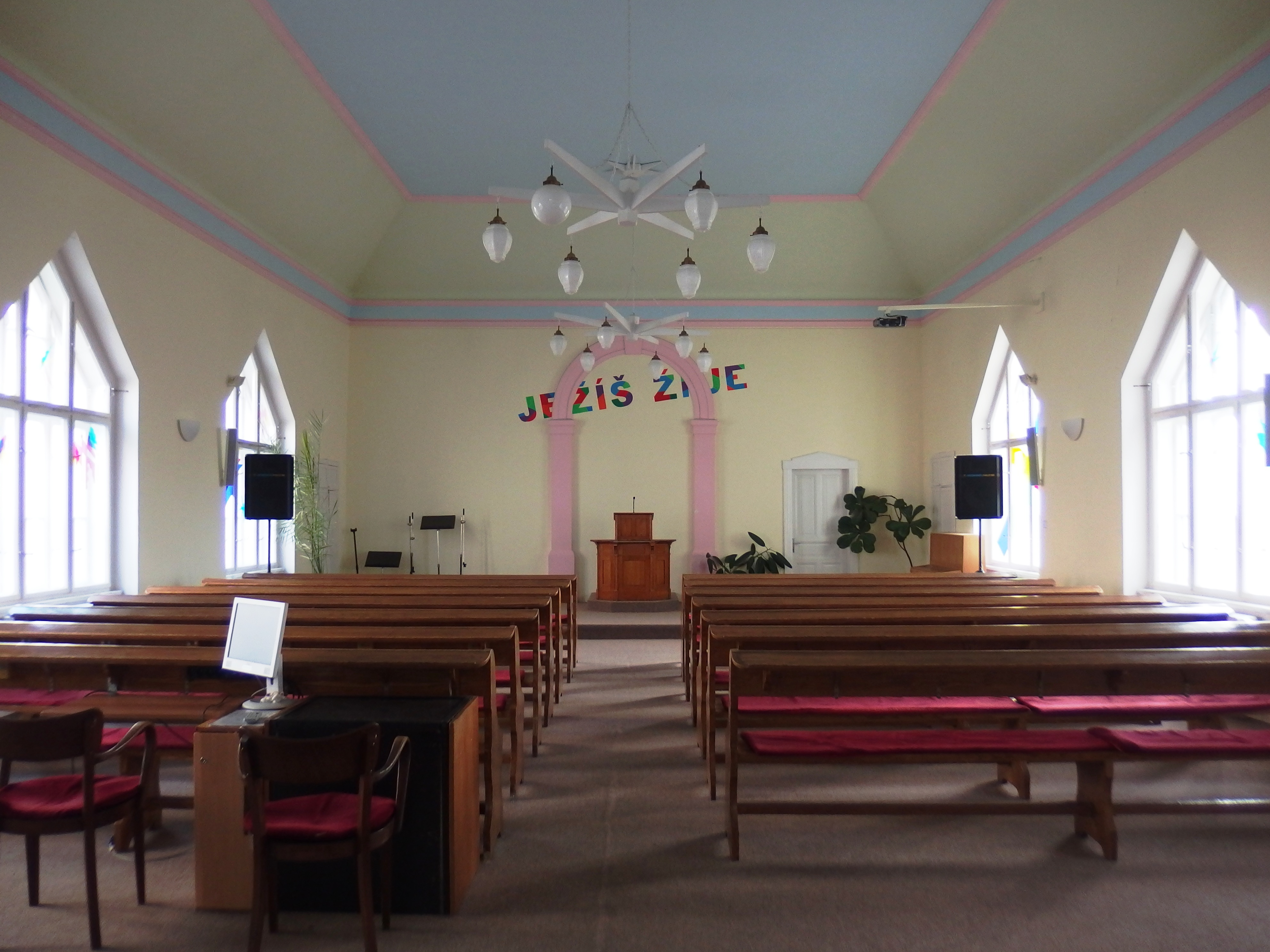
Interiér

### Církev adventistů sedmého dne
Kořeny strašnického sboru CASD sahají do roku 1948, kdy sbor vznikl nově jako součást bohosloveckého semináře Církve adventistů sedmého dne v Praze 4-Krči.
V letech 1952–1956 byla činnost církve komunistickou mocí zakázána, a členové byli nuceni scházet se v utajení v domácích podmínkách. Činnost církve byla obnovena roku 1956 a do konce 70. let se sbor scházel v Praze 4–Podolí, kde se konaly bohoslužby. Na několik měsíců našel sbor útočiště v Praze 5-Smíchově v kostele církve Československé husitské, poté krátce působil opět v Krči, než našel své trvalé místo v modlitebně Církve metodistů Bét-El ve strašnické Vilové ulici v Praze 10-Strašnicích. Ta zde má také svou farnost, pod niž spadá např. Misijní stanice Evangelické církve metodistické v Jablonném v Podještědí.
Největšího nárůstu počtu členů a nových zájemců o duchovní záležitosti církve nastal po sametové revoluci roce 1989. V roce 2017 byl počet trvalých členů přibližně 80.
Bohoslužby se zde konají o sobotách od 9:30 hodin.

### Apoštolská církev evangelická
Strašnický sbor Apoštolské církve evangelické vznikl v roce 1964, tedy v témže roce jako církev samotná a je prvním z pěti pražských a 45 českých sborů Apoštolské církve.